# やのゆい
やの ゆいは、日本のライトノベル作家。

## 人物
青森県出身で東京育ち。第12回エンターブレインえんため大賞小説部門で優秀賞受賞。

## 作品
- 『わたしと男子と思春期妄想の彼女たち』（2011年 - 2012年、ファミ通文庫）
- 『おいしいサンドイッチの作り方』（2014年、ファミ通文庫）
- 『皇女の騎士 壊れた世界と姫君の楽園』（2017年、ファミ通文庫）